# Julattenius lawrencei
Julattenius lawrencei är en spindeldjursart som beskrevs av Harvey 1992. Julattenius lawrencei ingår i släktet Julattenius och familjen Hubbardiidae. Inga underarter finns listade i Catalogue of Life.